# Nadleśnictwo Czarna Białostocka
Nadleśnictwo Czarna Białostocka – jednostka organizacyjna Lasów Państwowych podległa Regionalnej Dyrekcji Lasów Państwowych w Białymstoku. Siedziba nadleśnictwa znajduje się w Czarnej Białostockiej, w powiecie białostockim, w województwie podlaskim. Nadleśnictwo Czarna Białostocka częściowo wchodzi w skład Leśnego Kompleksu Promocyjnego Puszcza Knyszyńska. Od północy graniczy z Biebrzańskim Parkiem Narodowym.
Nadleśnictwo obejmuje część powiatów białostockiego i sokólskiego.

## Historia
W 1918 utworzono nadleśnictwa Czarna Wieś, Złota Wieś oraz Kumiałka, które objęły lasy państwowe przejęte po rosyjskim zaborcy. W latach 1934–1939 w nadleśnictwie Złota Wieś istniał rezerwat żubrobizonów. W czasie II wojny światowej nastąpiła dewastacja lasów w wyniku rabunkowej gospodarki leśnej prowadzonej przez niemieckich i sowieckich okupantów, choć straty były mniejsze niż spowodowane przez Niemców w okresie I wojny światowej.
W 1962 zmieniono nazwę nadleśnictwa Czarna Wieś na nadleśnictwo Czarna Białostocka. 30 czerwca 1972 nadleśnictwa Złota Wieś oraz Kumiałka włączono do nadleśnictwa Czarna Białostocka. Swoje granicę poszerzyło ono jeszcze w 1978, gdy włączono do niego cześć likwidowanego nadleśnictwa Sztabin oraz uroczysko Pomarlica z nadleśnictwa Płaska.

## Ochrona przyrody
Na terenie nadleśnictwa znajdują się cztery rezerwaty przyrody:
- Budzisk
- Jesionowe Góry
- Starodrzew Szyndzielski
- Taboły

## Drzewostany
Typy siedliskowe lasów nadleśnictwa (z ich udziałem procentowym):
- lasy 78,15%
- bory 21,85%

Dominuje las mieszany świeży.
Gatunki lasotwórcze lasów nadleśnictwa (z ich udziałem procentowym):
- sosna 49,93%
- dąb 20,20%
- brzoza 11,26%
- świerk 10,27%
- olsza 5,78%
- inne 2,56%

Przeciętna zasobność drzewostanów nadleśnictwa wynosi ponad 270 m³/ha, a przeciętny wiek 64 lat.